# Peredo
Peredo é uma povoação portuguesa sede da Freguesia de Peredo do Município de Macedo de Cavaleiros, freguesia com 21,91 km² de área e 191 habitantes (censo de 2021), tendo, por isso, uma densidade populacional de 8,7 hab./km².

## Demografia
A população registada nos censos foi:
| Distribuição da População por Grupos Etários | Distribuição da População por Grupos Etários | Distribuição da População por Grupos Etários | Distribuição da População por Grupos Etários | Distribuição da População por Grupos Etários |
| -------------------------------------------- | -------------------------------------------- | -------------------------------------------- | -------------------------------------------- | -------------------------------------------- |
| Ano                                          | 0-14 Anos                                    | 15-24 Anos                                   | 25-64 Anos                                   | > 65 Anos                                    |
| 2001                                         | 69                                           | 48                                           | 147                                          | 102                                          |
| 2011                                         | 23                                           | 30                                           | 103                                          | 102                                          |
| 2021                                         | 14                                           | 15                                           | 92                                           | 70                                           |